# Il funambolo
Il funambolo è stato un programma televisivo italiano di genere documentario, andato in onda su Rai 3 per la serie Il mestiere di vivere nel 2003.

## Il programma
Il funambolo è un documentario suddiviso in 5 puntate, ciascuna della durata di un'ora, e dedicato alla carriera, sia musicale che personale, del cantautore toscano Pupo. Esso riguarda molti aspetti positivi dell'artista, come i tanti successi, ma anche quelli negativi, come i tanti investimenti sbagliati e le ingenti perdite per il gioco d'azzardo, passione con cui Pupo ha sempre avuto un forte rapporto.